# Мандзенко Кость Полікарпович
Кость Полікарпович Мандзенко (15 листопада 1894, Голованівськ — † 16 січня 1983, Чикаго) — український  військовий, сотник Армії УНР (генерал-поручик на еміграції). Полковник 2-ї Української піхотної бригади (800-ий полк «Бранденбург»). Командир 1-го парашутного відділу УНА.

## Життєпис
Народився у м. Голованівськ Балтського повіту Подільської губернії. Закінчив Уманську чоловічу гімназію.

### На службі РІА
Закінчив 1-шу Київську школу прапорщиків (28 грудня 1915), вийшов до 145-го піхотного запасного батальйону. З 28 грудня 1916 р. брав участь у боях на фронті Першої світової війни у складі 1-го лейб-гренадерського Катеринославського полку. Був тричі поранений, контужений. Був нагороджений усіма орденами до Святого Володимира IV ступеня. З 12 лютого 1917 р. — поручик, начальник команди саперів 1-ї Гренадерської дивізії.

### На службі УНР
Був одним із організаторів Українського куреня 1-ї Гренадерської дивізії, командував сотнею цього куреня. Після повернення в Україну демобілізувався. 10 листопада 1918 р. був мобілізований до 11-го пішого Уманського полку Армії Української Держави.
З 10 лютого 1919 р. — старшина комендантської сотні штабу Запорізького корпусу Дієвої армії УНР. З 18 березня 1919 р. — комендант станції Рудниця. З 26 березня 1919 р. — в. о. командира комендантського куреня штабу Запорізького корпусу Дієвої армії УНР. З 14 квітня 1919 р. — помічник начальника інспекторсько-господарської частини штабу Запорізького корпусу Дієвої армії УНР. З 15 травня 1919 р. — начальник корпусного обозу.
З кінця червня 1919 р. до 17 жовтня 1919 р. хворів на гострий тиф, невдовзі — на плямистий тиф. Потрапив у полон до білих, був вивезений до Одеси, а звідти — до Польщі, де повернувся до української армії. З початку червня 1920 р. служив в Охороні Головного Отамана С. Петлюри. У 1921 р. — старшина 50-го куреня 6-ї Січової дивізії Армії УНР.

### Міжвоєнний період
З 1928 р. — контрактовий офіцер польської армії. Служив у складі 58-го піхотного полку. Останнє звання у польській армії — майор.

### Друга світова війна
У 1939 р. потрапив у німецький полон. Був комендантом табору військовополонених у м. Люкенвальде під Берліном. У березні 1945 р. у ранзі полковника служив у 2-й Українській піхотній бригаді, сформованій на базі 800-го полку «Бранденбург», яка незабаром влилася до 2-ї Української дивізії Української національної армії. Згодом командував 1-м парашутним відділом УНА.

### Життя в еміграції
Після Другої світової війни жив на еміграції у Західній Німеччині та США. Урядом УНР в екзилі був підвищений до рангу генерала-поручика.
Помер та похований у Чикаго.